# Fairy Tail (jeu vidéo)
Fairy Tail est un jeu vidéo de rôle développé par Gust et édité par Koei Tecmo, sorti sur Windows, PlayStation 4 et Nintendo Switch le 30 juillet 2020.
Le jeu suit les aventures du manga du même nom de Hiro Mashima qui a participé à l'écriture du scénario.
Une suite intitulée Fairy Tail 2 est sortie en décembre 2024.

## Système de jeu
Fairy Tail est un JRPG avec un système de combat au tour par tour.

## Développement
Le jeu a connu de nombreux reports dû à la crise sanitaire. Initialement prévu pour mars, il a été repoussé en juin, puis enfin le 30 juillet.